# Korokke! Ban-Ō no Kiki o Sukue
Korokke! Ban-Ou no Kiki o Sukue es un videojuego de acción desarrollado y publicado por Konami en 2004 para Nintendo Game Cube y PlayStation 2. El videojuego únicamente fue distribuido en el mercado japonés en ambas consolas.
- Datos: Q6432500